# Tigrisoma lineatum
Tigrisoma lineatum е вид птица от семейство Чаплови (Ardeidae).

## Разпространение
Видът е разпространен в Аржентина, Боливия, Бразилия, Венецуела, Гватемала, Гвиана, Еквадор, Колумбия, Коста Рика, Никарагуа, Панама, Парагвай, Перу, Суринам, Тринидад и Тобаго, Уругвай, Френска Гвиана и Хондурас.